# Seznam čeških kriminalcev
Seznam čeških kriminalcev.

## B
- Margita Bangová

## G
- Johann Georg Grasel

## K
- Radovan Krejčíř

## M
- František Merta